# Rachel Fuller Brown
Rachel Fuller Brown (Springfield, Massachusetts, 23 de novembre de 1898 - Albany, Estat de Nova York, 14 de gener de 1980) fou una química estatunidenca. Amb la seva sòcia Elizabeth Hazen desenvolupà el primer antibiòtic efectiu contra la malaltia de fongs en els humans, l'avanç biomèdic més important des del descobriment de la penicil·lina dues dècades abans.
Rachel Fuller Brown era filla d'Annie Fuller i George Hamilton Brown. El seu pare, un agent d'assegurances, la família es va traslladar a Webster Groves amb tota la família, Missouri, on Brow va assistir a l'escola primària, tot i Brow no va tenir un interès immediat en la ciència.fins i tot esquivava les classes de ciències.
El 1912, el seu pare Brown va abandonar la família. Ella i el seu germà petit van tornar a Springfield amb la seva mare, que, per ajudar a l'economia domèstica va treballar com a secretària i després com a administradora de diverses esglésies episcopals.
La situació econòmica familiar feia pensar que després dels estudis de secundària la Brow deixaria d'estuadir per dedicar-se únicament a treballar.
Però la seva capacitat de treball va impressionar Henrietta F. Dexter, una amiga rica de la seva àvia, que va decidir finançar la matrícula de Brow a la Muntanya Holyoke; Universitat del Sud Hadley, Massachusetts.
Inicialment va començar estudiant història, però va descobrir la química, que li va interessar molt, i finalment es va graduar en el doble títol d'història i química al 1920, al Mount Holyoke College. Més tard se'n va anar a la Universitat de Chicago per completar la llicenciatura en química orgànica. Durant tres anys va ser professora de química i física a l'Escola Francisco Shime, prop de Chicago. Amb els seus estalvis va tornar a la universitat per completar el  doctorat de química orgànica, en bacteriologia.
Va presentar la tesi (un projecte de recerca requerit per a la graduació) el 1926, però hi va haver un retard en l'organització dels exàmens orals, que ella necessitava per completar el títol. Els estalvis es van acabar i va haver de deixar els estudis abans de l'obtenció del títol.
Va aconseguir treballar com a química adjunta a la Divisió de Laboratoris i Investigació de l'Estat de Nova York Departament de Salut a Albany, Nova York. Al departament era famosa per les seves identificacions de diversos agents humans causants de malalties. Set anys més tard, quan va tornar a Chicago per a un congrés, Brown estava disposada a reprendre els seus exàmens orals i finalment va aconseguir el títol.

## Descobreix els antibiòtics per fongs
Els primers treballs de Brown en el Departament de Salut es van centrar en la identificació dels tipus de bacteri que causa pneumònia, una malaltia que causa inflamació dels pulmons.
Brown va ajudar a desenvolupar una vacuna contra la pneumònia (un agent que s'utilitza per combatre la malaltia) encara en ús avui dia.
El 1948 es va embarcar en el projecte amb la seva sòcia Elizabeth hazen, una autoritat en el fong, que els portaria la seva major respecte dels seus companys: el descobriment d'un antibiòtic per combatre infeccions per fongs. La penicil·lina, un antibiòtic utilitzat innovadores per lluitar contra una varietat de malalties, s'havia descobert el 1928, i en els anys posteriors als antibiòtics s'utilitzen cada vegada més per lluitar contra malalties bacterianes. Un dels efectes secundaris, però, va ser el ràpid creixement de fongs que podrien portar a la boca de dolor o malestar estomacal.
Brown purificada (neta), el segon antibiòtic en petits cristalls blancs, i el 1950, Brown i Hazen anunciar en una reunió de l'Acadèmia Nacional de Ciències que havien trobat un nou agent antifongs. el van patentar (va guanyar oficial dret sobre el producte) a través de la Corporació d'Investigació sense ànim de lucre, donant-li el nom "nystatina" (New York State) en honor de la Divisió de l'Estat de Nova York de Laboratoris i Investigació.
La llicència per a la patent va ser emesa en ER Squibb & Sons, que va desenvolupar un mètode segur i eficaç de la producció en massa. El producte anomenat mycostatin; va arribar a estar disponible en forma de pastilles el 1954 als pacients que pateixen de candidiasi. La nystatina també ha demostrat ser valuosa en aplicacions agrícoles i ramaderes, i fins i tot s'ha utilitzat per restaurar obres d'art valuoses.

## Una cursa més
El 1951, el Departament de Laboratoris de Salut va promoure Brown per associar-se.
Brown i Hazen continuaren les seves investigacions i van descobrir dos antibiòtics addicionals, phalamycin i capacidin. Brown i Hazen van ser guardonats amb el Premi 1955 Squibb en la quimioteràpia, el tractament de la malaltia a través dels agents químics. Brown va guanyar el Premi al Servei Distingit de l'Estat de Nova York Departament de Salut quan es va retirar el 1968, i el Premi Rhoda Benham de la Societat Mèdica de Micologia en el continent americà el 1972. El 1975, Brown es va convertir en la primera dona a rebre el Premi Pioner de Química per l'Institut Americà de Químics. En una declaració publicada poc abans de morir, Brown espera per a un futur de "la igualtat d'oportunitats i èxits per a tots els científics, independentment del sexe."
En la retirada Brown manté una vida activa de la comunitat, i es va convertir en la primera dona sagristia (administrador), membre de l'església episcopal. Després de la seva mort, els diners guanyats per la patent de la nistatina es destinen a crear nous fons per a la investigació científica i beques.